# Număr Erdős-Woods
În teoria numerelor, un număr Erdős–Woods este un număr întreg pozitiv k care are următoarea proprietate: există un număr întreg pozitiv a astfel încât în șirul (a, a + 1, ..., a + k) de numere întregi consecutive, fiecare dintre elemente are cel puțin un factor în comun (nu este coprim) cu primul și ultimul termen al mulțimii. Cu alte cuvinte, k este un număr Erdős–Woods dacă există un număr întreg pozitiv astfel încât pentru fiecare număr întreg i între 0 și k, cel puțin unul dintre cei mai mari divizori comuni gcd(a, a + i)  sau gcd(a + i, a + k) este mai mare decât 1.
Primele numere Erdős-Woods sunt:
16, 22, 34, 36, 46, 56, 64, 66, 70, 76, 78, 86, 88, 92, 94, 96, 100, 106, 112, 116, 118, 120, 124, 130, 134, 142, 144, 146, 154, 160, 162, 186, 190, 196, 204, 210, 216, 218, 220, 222, 232, 238, 246, 248, 250, 256, 260, 262, 268, 276, 280, 286, 288, 292, 296, 298, 300.
Numere au fost studiate prima dată de Paul Erdős. Matematicianul Alan. R. Woods a conjecturat că, oricare ar fi k > 1, intervalul [a, a + k] va cuprinde întotdeauna un număr coprim și cu a și cu a + k; același
matematician a găsit și primul contra-exemplu, și anume intervalul [2184, 2185, …, 2200], de lungime k = 16.
S-a demonstrat că mulțimea numerelor Erdős–Woods este infinită. 